# Perissus rayus
Perissus rayus là một loài bọ cánh cứng trong họ Cerambycidae.